# Ctenichneumon excultus
Ctenichneumon excultus är en stekelart som först beskrevs av Cresson 1867.  Ctenichneumon excultus ingår i släktet Ctenichneumon och familjen brokparasitsteklar. Inga underarter finns listade i Catalogue of Life.